# 斯塔沃克 (基韋爾齊區)
50°46′38″N 25°47′5″E / 50.77722°N 25.78472°E
斯塔沃克（烏克蘭語：Ставок），是烏克蘭的村落，位於該國西部沃倫州，由盧茨克區負責管轄，始建於1577年，面積0.43平方公里，海拔高度195米，2001年人口351，人口密度每平方公里825.88人。